# Pela Janela
Pela Janela é um filme brasileiro do gênero drama de 2018. É dirigido e roteirizado por Carolina Leone, conta a história de uma operária  que enfrenta uma crise após ser demitida, interpretada por Magali Biff

## Sinopse
A dedicada operária Rosália (Magali Biff) tem 65 anos e dedicou toda sua vida trabalhando em uma fábrica de reatores na periferia da cidade de São Paulo. Um certo dia ela é demitida. Seu irmão José (Cacá Amaral), com quem ela vive, é seu único consolo. Ele resolve levá-la de viagem até Buenos Aires de carro para alegrar a irmã. Na capital argentina, ela se vê pela primeira vez em um mundo desconhecido e distante de sua realidade.

## Elenco
- Magali Biff ... Rosália
- Cacá Amaral ... José
- Mayara Constantino
- Paloma Contreras

## Recepção

### Críticas do especialistas
Katia Kreutz, do site Cinemascope, escreveu: "Pela Janela talvez não seja um filme que agrade a todos os tipos de público. É contemplativo, econômico nos diálogos, sem grandes reviravoltas. Quem se aventurar a explorá-lo, no entanto, pode se surpreender com cenas de um realismo e sinceridade comoventes..."
Já Giovanni Rizzo, do Observatório de Cinema, disse: "Pela Janela então escreve mais um capítulo nesse cinema tão preocupado com o corpo e alma do trabalhador, um capítulo muito singelo, muito afetivo e atencioso com essa protagonista."

## Principais prêmios e indicações
| Ano  | Associações                                   | Categoria                     | Nomeações                           | Resultado | Ref.  |
| ---- | --------------------------------------------- | ----------------------------- | ----------------------------------- | --------- | ----- |
| 2017 | Festival de Cinema de Havana                  | Melhor Contribuição Artística | Carolina Leone e Dezenove Produções | Venceu    |       |
| 2017 | Festival Internacional de Cinema de Rotterdam | Melhor Filme                  | Caroline Leone                      | Venceu    |       |
| 2017 | Festival Internacional de São Paulo           | Melhor Filme                  | Caroline Leone                      | Indicado  |       |
| 2017 | Washington DC Film Festival                   | Melhor Filme                  | Carolina Leone                      | Venceu    |       |
| 2019 | Prêmio Guarani de Cinema Brasileiro           | Melhor Atriz                  | Magali Biff                         | Indicado  | [ 4 ] |
| 2019 | Prêmio Guarani de Cinema Brasileiro           | Melhor Roteiro Original       | Caroline Leone                      | Indicado  | [ 4 ] |
| 2019 | Prêmio APCA de Cinema                         | Melhor Direção                | Carolina Leone                      | Venceu    |       |